# كنود هولمبو
كنود هولمبو (1902-1931) (بالدنماركية: Knud Holmboe) صحفي دانماركي ومستكشف تحول إلى الإسلام بعد ترحاله في شمال أفريقيا. ولد في هورسِنْس سنة 1902 وسافر إلى المغرب في شبابه ليتعرف على الإسلام وليتعلم اللغة العربية.

## حياته
غيُر اسمه بعد إسلامه ليصبح علي أحمد وترحّل في الصحراء الكبرى في سيارة شيفروليه عتيقة، حيث كان يخرج عن الدروب المطروقة ليستكشف المجتمعات والمناطق الصحراوية وقد هاله ما رآه من حياة صعبة قاسية في المستعمرات الأوربية في شمال أفريقيا وكتب بناء على مشاهداته كتابا سنة 1932 عنوانه لقاء صحراوي (بالدنماركية: Ørkenen Brænder) أدان فيه المستعمرين، فمُنع الكتاب في إيطاليا فور صدوره، حيث أغضب المؤسسة الاستعمارية الإيطالية أنه وصف ليبيا بأنها يمارس فيها التطهير العرقي ضد السكان المسلمين.
بعد أن أتم كتابه، بدأ نود رحلته إلى مكة للحج. كما زار الأحساء والتقط فيها صورا تعد فريدة من نوعها لتلك المنطقة في ذلك الوقت.
قُتل نود هولمبوي في ملابسات غريبة جنوبي العقبة يوم 13 أكتوبر 1931، وبينما ادعى البعض أن المخابرات الإيطالية كانت وراء مقتله إلا أن هذا لم يتأكد.
أرسلت صحيفة بولاند بوستن صحفيا يدعى ويلي فالكمان حيث قام بتحقيق صحفي ادعى فيه أنه قابل قاتل هولمبو واسمه الشيخ ناصر وهذه معلمومة خاطئة فالشيخ ناصر هو شيخ القبيلة التي قتل هولمبو في أرضها واستدعاه غلوب باشا الضابط البريطاني للتحقيق معه حول ما يعرفه عن مقتل هولمبو وتم إخلاء سبيله بعد ذلك.

## وصلات خارجية
- كنود هولمبو